# Cereopsius copei
Cereopsius copei là một loài bọ cánh cứng trong họ Cerambycidae.